# Święta (województwo wielkopolskie)
Święta – (koło Złotowa) wieś krajeńska w Polsce położona w województwie wielkopolskim, w powiecie złotowskim, w gminie Złotów.
Wieś szlachecka, własność wojewody płockiego Piotra Potulickiego, około 1580 roku leżała w powiecie nakielskim województwa kaliskiego.
W latach 1954–1961 wieś należała i była siedzibą władz gromady Święta, po jej zniesieniu w gromadzie Złotów. W latach 1975–1998 miejscowość położona była w województwie pilskim.
Według danych z 1 stycznia 2021 roku wieś liczyła 1045 mieszkańców.

## Historia
Wieś nazywana często Starą Świętą - jest największą w gminie Złotów. Znana od 1440 roku. Należała do dóbr złotowskich. W XVII wieku i na początku XVIII w. wskutek wojen i epidemii niemal zupełnie wyludniała. Do 1725 r. była zamieszkana wyłącznie przez Polaków, później sprowadzeni zostali do niej koloniści niemieccy. Polska część wsi miała swojego sołtysa, a część niemiecka swojego. 
Od 1864 roku istnieje tutaj Ochotnicza Straż Pożarna, pierwsza jednostka strażacka w okolicy. 
Pod koniec XIX wieku działały w Świętej mleczarnia, dwie cegielnie, kaszarnia i wiatrak, prężnie rozwijało się rzemiosło. 
W okresie międzywojennym działał tu Związek Polaków w Niemczech. W 1929 r. otwarto pierwszą szkołę, a jej nauczyciel Józef Horst zginął męczeńską śmiercią z rąk hitlerowców. Jemu poświęcono tablicę pamiątkową, wmurowaną w ścianę budynku szkolnego w 1959 roku (dzisiaj budynek mieszkalny w centrum wsi).
27 lipca 1998 w Świętej utworzono rzymskokatolicką parafię św. Jana Chrzciciela.

## Zabytki
We wsi spotkać można szereg chat z XIX wieku, m.in. szachulcowych. Chałupa numer 98 z 1790 r. uchodzi za najstarszą na Ziemi Złotowskiej. Do czasu przeniesienia eksponatów do Muzeum w Złotowie, miała stylowe, dobrze zachowane wnętrze i wyposażenie. Stanowiła filię Muzeum Ziemi Złotowskiej. Chałupa została przeniesiona do Złotowa w okolice promenady. W południowej części wsi między dwoma niewielkimi jeziorami wznosi się Góra Żydowska (130 m n.p.m.) – miejsce kultu pogan, z którego prawdopodobnie wywodzi się nazwa miejscowości. Tutaj też znajduje się murowany korpus wiatraka, tzw. holendra, zbudowanego w 1902 roku.

## Osoby urodzone w Świętej
- Jan Rożeński (1904–1968), działacz oświatowy Pogranicza i Śląska Opolskiego
- Joachim Zdrenka (* 1952), historyk, epigrafik i wykładowca Uniwersytetu Zielonogórskiego

Ze Świętej pochodzą trzej wybitni działacze polonijni z rodziny Maćkowiczów: Jan, Władysław oraz Izydor (1890–1959), późniejszy kierownik V Dzielnicy Związku Polaków w Niemczech.